# Eloise (chanson)
Pour les articles homonymes, voir Eloise.
Singles de Barry Ryan
Goodbye
(1968) Love Is Love
(1968)
Pistes de Barry Ryan sings Paul Ryan
Crazy Days My Mama
Eloise est une chanson de l'auteur-compositeur britannique Paul Ryan, interprétée par son frère Barry Ryan. Sortie en 1968, elle se vend à environ 5 millions d'exemplaires à travers le monde, atteint la deuxième place au classement des meilleures ventes britanniques, et la première place en France.
Une reprise en français a été faite par Claude François en 1968. Donald Lautrec a enregistré cette même version au Québec.